# Waw an Namus
Waw an Namus (ook wel Wau-en-Namus, Arabisch: واو الناموس - Oase van de Muggen) is een vulkaanveld en caldeira in de zuidelijke Fezzanregio van Libië. Het ligt dicht bij het geografisch middelpunt van de Sahara.
Binnenin de caldeira zit een oase rijk aan gebladerte en drie kleine zoutwatermeren. Tot 10-20 kilometer rond de caldeira bevindt zich een vulkaanveld van zwarte basaltachtige tefra. Het grote zwarte veld rond de caldeira is gemakkelijk te zien vanuit de ruimte.
Waw an Namus wordt geleidelijk aan een populaire toeristische attractie.

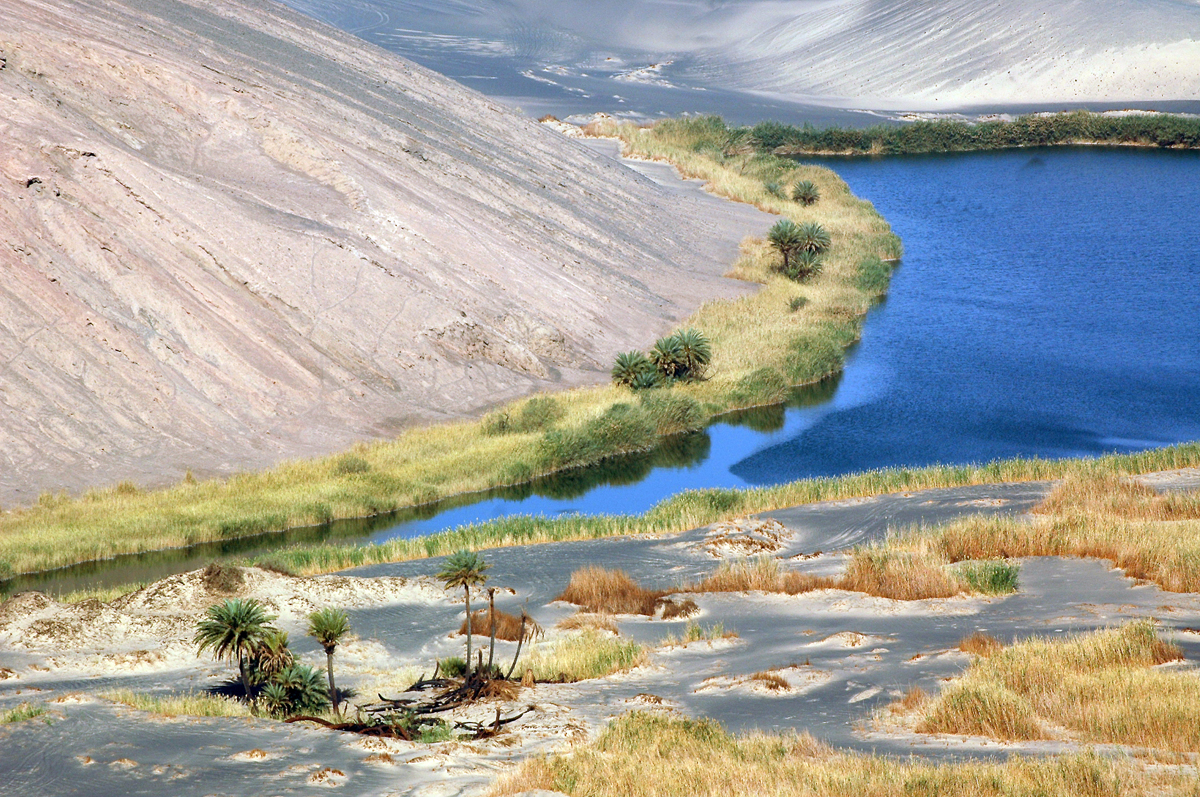
Oase in de krater
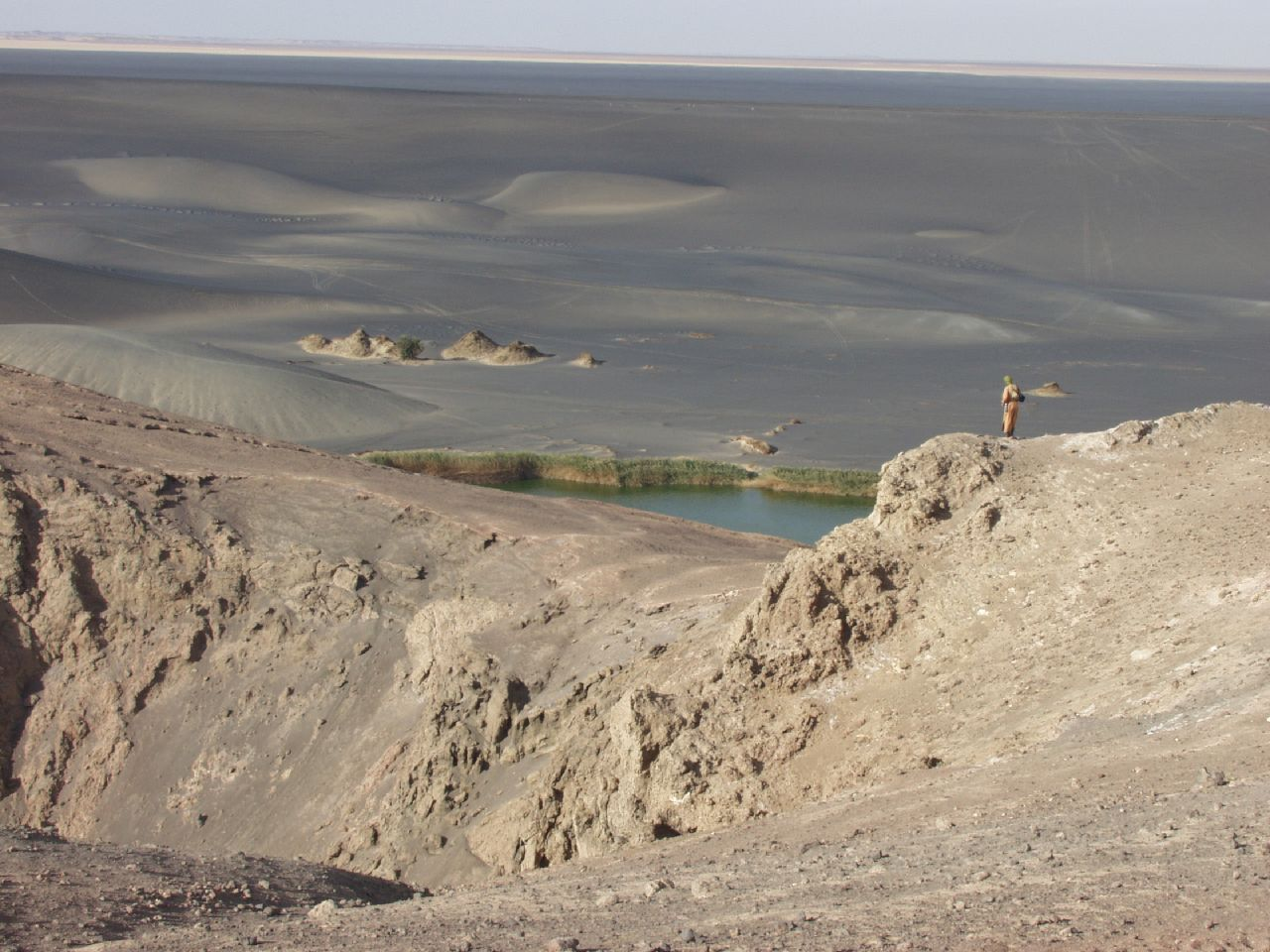
Een van de drie kratermeren